# Église Notre-Dame-de-la-Paix d'Arnouville
Pour les articles homonymes, voir église Notre-Dame-de-la-Paix.
L'église Notre-Dame-de-la-Paix d’Arnouville est une église située sur le territoire de la commune française d'Arnouville, dans le Val-d'Oise. Elle a été inaugurée en 1960.

## Historique
Sa construction a commencé en 1958 avant la destruction de la chapelle Saint-Eustache qu'elle remplace. Le baptême des cloches a eu lieu le 11 septembre 1968.

## Description
D'architecture moderne, elle est remarquable pour son vitrail, qui couvre toute la façade, œuvre de messieurs Gabriel Loire et M. Soleille.
Le Chemin de croix en céramique  a été réalisé par Jacques Pouchain,.